# Іван Стругар
Іван Стругар (сербохорв. Иван Стругар / Ivan Strugar; нар. 18 грудня 1974) — чорногорський кікбоксер, володар численних призів і нагород як в аматорських, так і в професійних змаганнях. Є одним з найпопулярніших спортсменів у Чорногорії. Наразі бореться в асоціації W.A.K.O Pro при тренажерному залі Ariston у Подгориці. Останній свій матч він зіграв у Подгориці.

## Особисте життя
За національністю Стругар вважає себе югославцем та виходить на ринг у футболці з назвою та емблемою колишньої Югославії, що є тією ж футболкою, яку він носив на Чемпіонату Європи W.A.K.O. 1996 року, де він завоював золоту медаль. Відтоді він постійно виходить до рингу у тій ж футболці та завжди у супроводі пісні Eye of the Tiger.

## Титули

### Професійні змагання
- 2014 W.A.K.O. Pro Low Kick Rules Heavyweight World Champion -88,6 kg.
- 2010 W.A.K.O. Pro Low Kick Rules Heavyweight World Champion -88,6 kg. (1 title def.)[3]
- 2009 W.A.K.O. Pro Low Kick Rules Cruises Light Heavyweight World Champion -85,1 kg. (1 title def.)
- 2007 W.A.K.O. Pro Low Kick Rules Cruises Light Heavyweight World Champion -85,1 kg.
- 2003 Kings Of The Ring — Oriental Kickboxing Rules Super World Champion -85 kg.[4]
- 2002 W.A.K.O. Pro Low Kick Rules Light Heavyweight World Champion -81,4 kg.
- 2001 W.A.K.O. Pro Low Kick Rules Super Middleweight World Champion -78.1 kg.
- 1998 W.A.K.O. Pro Low Kick Rules Middleweight World Champion -75 kg.

### Аматорські змагання
- 2001 Чемпіонат світу W.A.K.O. у Белграді, Сербія і Чорногорія  -81 кг (Лоу-кік)
- 2000 Чемпіонат Європи W.A.K.O. в Єзоло, Італія  -75 кг (Лоу-кік)
- 1999 Чемпіонат світу W.A.K.O. у Бішкеку, Киргизстан  -75 кг
- 1998 Чемпіонат Європи W.A.K.O. у Києві, Україна  -75 кг
- 1996 Чемпіонат Європи W.A.K.O. у Белграді, Сербія і Чорногорія  -71 кг (Лоу-кік)
- 1995 Чемпіонат світу W.A.K.O. у Києві, Україна  -71 кг
- 1994 Чемпіонат Європи W.A.K.O. у Лісабоні, Португалія  -71 кг

### Нагороди
- 1999 Кращий спортсмен Подгориці
- 1996 Кращий спортсмен Чорногорії
- 1995, 1998, 1999, 2000, 2001 серед десяти кращих спортсменів союзної республіки Югославії